# Schalch (Chiemsee)
Schalch – sztuczna wysepka na jeziorze Chiemsee w Bawarii w Niemczech. Najmniejsza z czterech wysp znajdujących się na tym zbiorniku wodnym i jedyna, wchodząca wraz z taflą jeziora w skład obszaru niemunicypalnego Chiemsee.
Leży 66 m na zachód od wyspy Fraueninsel i 50 m od krańca wybiegającego z niej pomostu. Ma kształt regularnego kwadratu o boku 4,7 m, którego przekątne leżą na osiach północ-południe i wschód-zachód. Jej powierzchnia wynosi 22 m².
Wysepka powstała w sposób sztuczny, w celu zaznaczenia mielizny rozciągającej się na ok. 40 m na południe i zachód od tego miejsca i stanowiącej zagrożenie dla żeglugi. Najpłytsze miejsce nadsypano i obmurowano murem z łamanego kamienia. Aby ułatwić dostrzeżenie wysepki około 1935 r. mieszkańcy Fraueninsel posadzili na niej sześciometrowej wysokości wierzbę, a samą wysepkę ochrzcili przewrotną nazwą Sahara. Stara wierzba padła ofiarą burzy i została zastąpiona młodym drzewem.